# Doomscrolling
Il doomscrolling, o doomsurf, è l'atto di dedicare troppo tempo alla lettura di notizie negative su dispositivi digitali.
Il doomscrolling può avere effetti deleteri sulla salute mentale di chi la pratica, inducendo ansia, incertezza, preoccupazione, paura, angoscia, insonnia, disappetenza e anedonia.
Sul New York Times, Brian X. Chen così descrive il fenomeno:
(Brian X. Chen, You're Doomscrolling Again. Here's How to Snap Out of It.)
Il termine si è diffuso durante la pandemia di COVID-19, le proteste per la morte di George Floyd, le elezioni presidenziali statunitensi del 2020, l'assalto al Campidoglio degli Stati Uniti d'America del 2021 e l'invasione russa dell'Ucraina del 2022: tutti eventi che hanno incrementato l'attività di doomscrolling.
Nel 2020 il neologismo è stato inserito nei dizionari in lingua inglese Merriam-Webster e Oxford Dictionary, mentre dal 2021 è registrato nello Zingarelli.

## Effetti sulla salute

### Effetti psicologici
Gli esperti sanitari mettono in guardia sul fatto che un uso eccessivo del doomscrolling può aggravare le problematiche di salute mentale già esistenti. Sebbene il suo impatto vari da persona a persona, questa pratica tende a scatenare sentimenti di ansia, stress, paura, depressione e isolamento.

### Ricerca
Un gruppo di professori di psicologia dell'Università del Sussex ha condotto uno studio in cui i partecipanti hanno seguito notiziari televisioni composti da segmenti con contenuti a connotazione positiva, neutra e negativa. I risultati hanno evidenziato che chi ha visto le notizie più negative ha riportato un aumento dell’ansia, della tristezza e una predisposizione a reagire in maniera catastrofica alle proprie preoccupazioni.
Un ulteriore studio, realizzato da ricercatori in collaborazione con l’Huffington Post, ha scoperto che i partecipanti che, al mattino, hanno guardato tre minuti di notizie negative avevano il 27% di probabilità in più di segnalare il verificarsi di una brutta giornata sei-otto ore dopo. Al contrario, il gruppo che ha seguito storie incentrate sulle soluzioni ha evidenziato una buona giornata nell’88% dei casi.